# 科德斯湖 (亞利桑那州)
科德斯湖（英語：Cordes Lakes）是位於美國亞利桑那州亞瓦派縣的一個人口普查指定地區。根據2010年美國人口普查，該地人口為2058人，而該地的面積約為28.00平方千米。

## 地理
科德斯湖的座標為34°18′44″N 112°06′24″W / 34.31222°N 112.10667°W，而該地最高點為海拔高度1128米（即3700英尺）。